# Stotteren
Stotteren wordt in de ICD-10 omschreven als "Spraak die wordt gekenmerkt door frequente herhaling of verlenging van geluiden, lettergrepen of woorden of ook wel door herhaalde aarzelingen of pauzes die het vloeiend verloop van de spraak onderbreken. Dit dient alleen dan als een stoornis te worden geklasseerd indien de ernst ervan zodanig is dat het vloeiend verloop van de spraak duidelijk wordt belemmerd”. In dit lemma wordt uitsluitend de meest voorkomende vorm van stotteren besproken, de communicatiestoornis (subcategorie) die in de DSM-IV is ingedeeld bij de ontwikkelingsstoornissen.

## Oorzaken en ontwikkeling
Stotteren begint meestal tussen het tweede en vijfde levensjaar. Dit is de tijd dat kinderen meer leren praten. Stotteren komt op oudere leeftijd meer voor bij jongens of mannen dan bij meisjes en vrouwen. Stotteren kan soms gedurende een korte periode verergeren of juist afnemen en in sommige gevallen tijdelijk geheel verdwijnen.
Op basis van het familiair voorkomen, studies met tweelingen (eeneiig dan wel twee-eiig) en studies van kinderen na adoptie, was al bekend dat stotteren voor een belangrijk deel erfelijk bepaald is. Er zijn ook genen aangetoond die significant (maar niet absoluut) met stotteren samengaan. Men gaat ervan uit dat naast deze genetische factoren ook neurobiologische, gedragsmatige, emotionele en omgevingsfactoren een rol spelen.
De incidentie (nieuwe optredende gevallen in de tijd) is ongeveer 5% en betreft dan meestal kinderen tussen 2 en 7 jaar oud. Een groot gedeelte hiervan (ongeveer 75%) herstelt spontaan (meisjes meer dan jongens). Daardoor is de prevalentie (bestaande gevallen in de  tijd) lager (1%, met ongeveer 80% van het mannelijk geslacht).

## Verschijnselen
Bij stotteren zijn bepaalde delen van de hersenen te veel of te weinig actief. Vooral het gebied van de primaire motor cortex is 'overactief' in vergelijking met niet-stotteraars. Tijdens het spreken krijgt iemand constant terugkoppeling over hetgeen gezegd wordt. De voor de spraak verantwoordelijke spieren (tong, lippen, kaakspieren enzovoort) worden door het voor de spraak verantwoordelijke deel van de hersenen (de temporale kwab van de linkerhersenhelft) geïnstrueerd om bepaalde bewegingen te maken. Wanneer een spierbeweging fout gaat (dreigt te gaan) vanwege bijvoorbeeld spanning (welke dan ook) wordt dit naar de hersenen teruggekoppeld. Bij stotteren wordt deze terugkoppeling minder adequaat gegeven, waardoor de spieren blijven corrigeren. Dit veroorzaakt stottersymptomen. Het probleem uit zich dus in de afstemming tussen de aansturing vanuit de hersenen en de spieren die voor de spraak verantwoordelijk zijn. Maar het is geen 'spierprobleem'.

## Openlijk/verborgen stotteren
Stotteren wordt wel vergeleken met een ijsberg. Het openlijk stotteren met zijn blokkades, herhalingen en ongewilde pauzes tijdens het spreken is goed merkbaar, dus 'boven water'. Daarnaast bestaat er het zogenaamde verborgen stotteren. Dit deel blijft voor de buitenwereld onzichtbaar, maar kan een belangrijkere plaats innemen dan het openlijk stotteren. Dit betreft het vermijden van moeilijke woorden, de spreekangst en de minderwaardigheidsgevoelens. Deze laatste verschijnselen blijven als het ware 'onder water'.
Het verborgen stotteren kan gezien worden als het gedeelte van de ijsberg dat onder water ligt. Dit gedeelte omvat de gedachten en gevoelens omtrent het stotteren. Deze zijn doorgaans niet zichtbaar voor de omgeving, maar spelen wel een grote rol. Negatieve gedachten als 'anderen vinden mij stom wanneer ik stotter' kunnen gevoelens van angst, onzekerheid en minderwaardigheid oproepen. Een persoon die stottert gaat deze negatieve gevoelens en gedachten vaak uit de weg door op allerlei manieren te trachten zo min mogelijk te stotteren. Dit noemt men vermijdings- of vluchtgedrag en in sommige gevallen ontstaat vechtgedrag. Zo kan een persoon die stottert spreeksituaties vermijden en bepaalde woorden gaan vervangen. Op den duur ontwikkelt een persoon die stottert een heel repertoire aan 'trucjes' om het stotteren te omzeilen. Dit vormt naast het hoorbaar stotteren een probleem op zich. De negatieve gedachten en gevoelens kunnen voor veel spanning zorgen. Dit kan vervolgens het hoorbaar stotteren veranderen, of zelfs verergeren.

## Statistieken
Wereldwijd zijn er ongeveer 60 miljoen personen die stotteren. In Europa zijn dit er 3,74 miljoen. In Nederland en België zijn die aantallen respectievelijk 170.000 en 100.000 personen.

## Therapie
Meestal verdwijnt het stotteren bij kinderen spontaan. In gevallen waarbij het stotteren langer dan een half jaar aanhoudt, kan vroege interventie de ontwikkeling van ernstige problematiek voorkomen.
Bij heel jonge kinderen zal een therapeut eerst proberen in te schatten hoe de ontwikkeling van het stotteren zal verlopen. In veel gevallen zal geprobeerd worden om via de ouders de uitlokkende factoren tot een minimum te beperken. Wanneer een kind zelf al reageert op zijn stotteren, zullen bij de therapie zowel ouders als het kind betrokken worden, omdat het reactiegedrag van het kind de problematiek kan verergeren. Met kind en ouders samen kan hieraan gericht en direct gewerkt worden. Kinderen zijn volop in ontwikkeling en daarom dient een therapeut aandacht te schenken aan alle ontwikkelingsgebieden die invloed lijken te hebben op het stotterende spreken. Kind, ouders, speelzaal en school zullen veelal bij de begeleiding betrokken worden.
Voor (jong-)volwassenen is een goede diagnose essentieel om de best passende stottertherapie te kiezen. Technische aspecten van stottertherapieën zijn grotendeels in twee groepen op te splitsen: stuttering modification en fluency shaping. Bij stuttering modification wordt een persoon die stottert geleerd om 'vloeiend' te stotteren, terwijl bij fluency shaping gestreefd wordt naar een meer vloeiende spraak. Deze verschillende aspecten worden in moderne therapieën overigens geïntegreerd aangeboden en er wordt altijd gewerkt aan het verborgen stotteren.

## Mensen die stotteren

### Beroemdheden
- Aristoteles (Grieks filosoof)
- Arno (Belgisch zanger)
- Rowan Atkinson (Brits acteur)
- Frans Bauer (Nederlands zanger)
- Joe Biden (Amerikaans politicus)
- Lewis Carroll (Brits schrijver, Alice in Wonderland)
- Winston Churchill (Brits premier)
- Claudius I (Romeins keizer)
- Charles Darwin (Brits bioloog)
- Herman Finkers (Nederlands cabaretier)
- Gareth Gates (Brits zanger)
- Gerrit de Stotteraar (Nederlands crimineel)
- Koning George VI van het Verenigd Koninkrijk
- Oliver Heldens (Nederlands dj en muziekproducent)
- Koning Lodewijk de Stamelaar (Frankisch koning)
- Koning Lodewijk XIII van Frankrijk
- Sanne Hans (Nederlands zangeres)
- Toon Hermans (Nederlands cabaretier)
- Samuel L. Jackson (Amerikaans acteur)
- Rick James (Amerikaans popzanger)
- Scatman John (Amerikaans popzanger)
- James Earl Jones (Amerikaans acteur)
- Harvey Keitel (Amerikaans acteur)
- Jim Kerr (Schots zanger)
- Auke Kok (Nederlands journalist en schrijver)
- Martin Laamers (Nederlands voetballer)
- Marilyn Monroe (Amerikaans actrice)
- Isaac Newton (wetenschapper)
- Ozzy Osbourne (Brits rockzanger)
- Michael Palin (Brits acteur, komiek en wereldreiziger)
- Bart Peeters (Belgisch presentator)
- Steve Stevaert (Belgisch politicus)
- Notker de Stotteraar  (Frankisch monnik en schrijver)
- Luckas Vander Taelen (Belgisch zanger, filmmaker en politicus)
- Johan Verhoek (Nederlands crimineel; zijn bijnaam is De Hakkelaar, een van de theorieën rond deze naam is dat hij stotterde)
- Maarten van der Weijden (Nederlands zwemmer)
- Erben Wennemars (Nederlands schaatser)
- Bruce Willis (Amerikaans acteur)
- Tiger Woods (Amerikaans professioneel golfspeler)

### Fictieve figuren
- Porky Pig
- De Schele, een pop uit het Antwerpse poppentheater Poesje
- Professor Barabas in Het eiland Amoras. In zijn debuutalbum stotterde professor Barabas nog, maar omdat Willy Vandersteen klachten ontving van ouders dat hun kinderen Barabas' gestotter begonnen te imiteren verdween deze karaktertrek bij Barabas.
- Jimmy Volmer in South Park
- Bange Smurf in De Smurfen
- Ken Pile, Michael Palins personage in A Fish Called Wanda (1988)
- Eric Idle speelt ook kort een stotteraar aan het einde van de film Monty Python's Life of Brian (1979).
- De Vlaamse komiek Jacques Vermeire speelde in een van zijn zaalshows ook een stotteraar. Het werd een van zijn bekendste sketches.
- Billy Bibbit, personage uit het boek One Flew Over the Cuckoo's Nest

## Tips voor het spreken met een persoon die stottert
Om een gesprek tussen meerdere personen gemakkelijk te laten verlopen, zijn communicatieregels belangrijk. 
Er zijn mensen die het lastig vinden te luisteren naar iemand die stottert. Over het algemeen geldt dat een luisteraar zijn luistergedrag en reacties niet hoeft aan te passen wanneer hij met iemand spreekt die stottert. Met een paar extra punten van aandacht is de luisteraar geholpen:
Maak als het kan een opmerking over het stotteren. Wanneer stotteren een 'taboe' is, wordt spontaan reageren ook moeilijker. Volgt de persoon die stottert therapie? Vraag er eens naar. Misschien heeft deze persoon adviezen voor de gesprekspartner. 
De persoon die stottert doet mogelijk al enorm zijn best om niet te veel te stotteren, daarom heeft het geen zin adviezen te geven als "doe maar rustig", of "haal eens adem". Niet doen: zinnen aanvullen en oogcontact vermijden. 
Bedenk dat achter de zichtbare stottersymptomen (vergelijk: ijsberg, het gedeelte boven water) vaak negatieve gedachten en gevoelens schuilen (het gedeelte onder water). Als iemand niet hoorbaar stottert, kan iemand toch een stotterprobleem hebben.
Stotteren wisselt van aard, al naargelang het onderwerp van gesprek, het gedrag van de gesprekspartner en het aantal aanwezige personen. Het is een misvatting dat stotteren makkelijk te verhelpen is (deze ontstaat doordat de ernst van het stotteren van persoon tot persoon sterk kan verschillen).
Het helpt wanneer de gesprekspartner rustig de tijd neemt, de persoon die stottert aankijkt, aandacht heeft voor hetgeen er gezegd wordt en niet alleen luistert naar het stotterend spreken zelf.
Veel therapieën zijn erop gericht de persoon die stottert (weer) in sociale situaties aan de praat te krijgen door onder meer te leren dat hij een PDS (persoon die stottert) is en niet een stotteraar zonder enige kwaliteiten.